# Pseudomatematik
Pseudomatematik är en sorts matematik som inte använder sig av de ramar, lagar och teorem som matematiken är uppbyggd av. Pseudomatematiker försöker ofta motbevisa lösningar till problem som är bevisade, ofta för att de inte anser att beviset är korrekt eller besitter tillräckligt kunskap för att förstå beviset.